# Wörpe
Die Wörpe ist ein kleiner Nebenfluss der Wümme im nördlichen Niedersachsen.

## Name
Das Gewässer wurde im Jahr 1324 als Worpena erstmals schriftlich erwähnt. Möglicherweise leitet sich der Name vom germanischen *wurpi- mit der Bedeutung „drehen, biegen“ ab.

## Verlauf
Das Quellgebiet der Wörpe liegt bei Steinfeld etwa zehn Kilometer südwestlich von Zeven. Von dort fließt die Wörpe über Wilstedt und Grasberg (bis hier reicht der Einfluss der Tide) und mündet schließlich bei Lilienthal in die Wümme. Im Oberlauf fließt der Bach in natürlichen Mäandern. Der Unterlauf der Wörpe wurde in der Vergangenheit kanalisiert und der Wasserstand über Sohlabstürze geregelt. Ursprünglich verlief die Wörpe durch die Truper Blänken und mündete beim Hof Gehrden in die Wümme. Zwischen 1826 und 1864 kam es zu einer ersten Ausbauphase zur Verbesserung der Torfkahnfahrt. Ab den 1990er Jahren wurden die Sohlabstürze unterhalb von Schnakenmühlen zu Sohlgleiten umgebaut.

## Flora und Fauna
Die Wörpe ist ab etwas oberhalb von Wilstedtermoor als FFH-Gebiet gemeldet; der im Landkreis Osterholz liegende Teil des FFH-Gebietes ist als Naturschutzgebiet „Untere Wörpe“ ausgewiesen.
Der Fischerei- und Gewässerschutz-Verein Lilienthal und Umgebung e. V. stellt den Gewässerwart für die Wörpe und betreibt derzeit (2013) die Wiederansiedlung der Meerforelle in der Wörpe.

## Befahrungsregeln
Zum Schutz, dem Erhalt und der Verbesserung der Fließgewässer als Lebensraum für wild lebende Tiere und Pflanzen erließ der Landkreis Rotenburg (Wümme) 2015 eine Verordnung für sämtliche Fließgewässer. Seitdem ist das Befahren der Wörpe im Landkreis Rotenburg ganzjährig verboten.

## Galerie

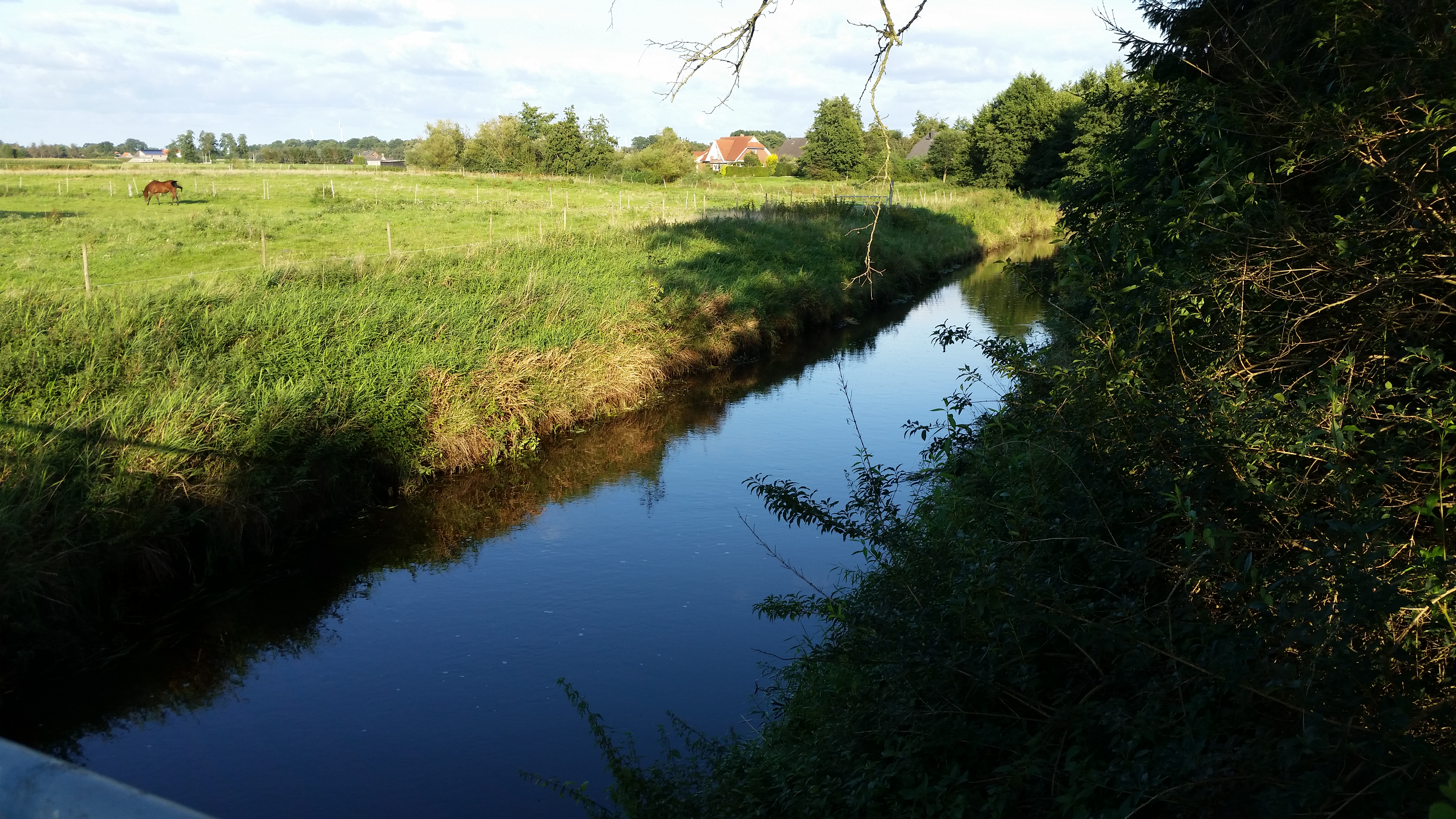
Bei Grasberg
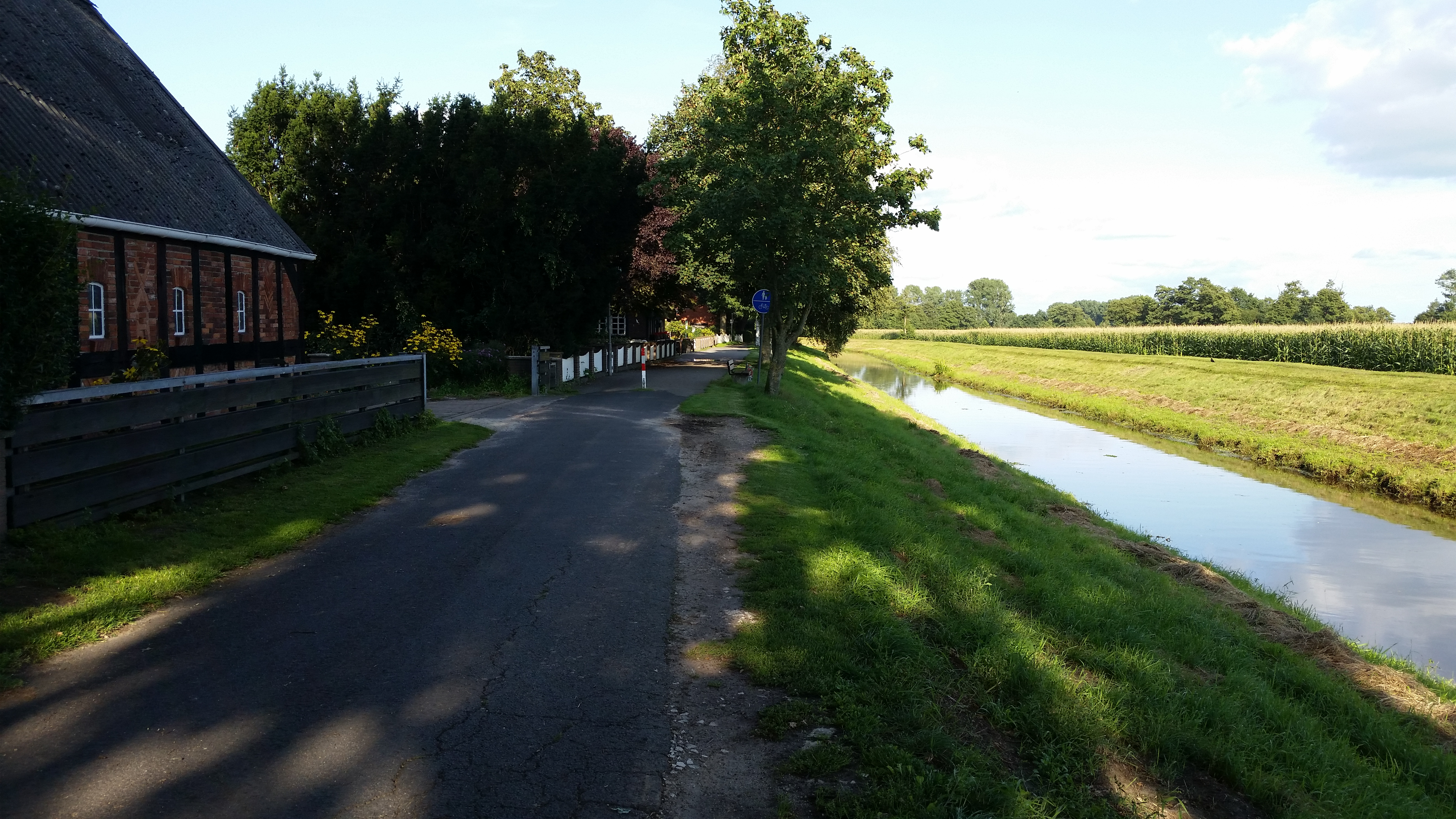
Bei Lilienthal
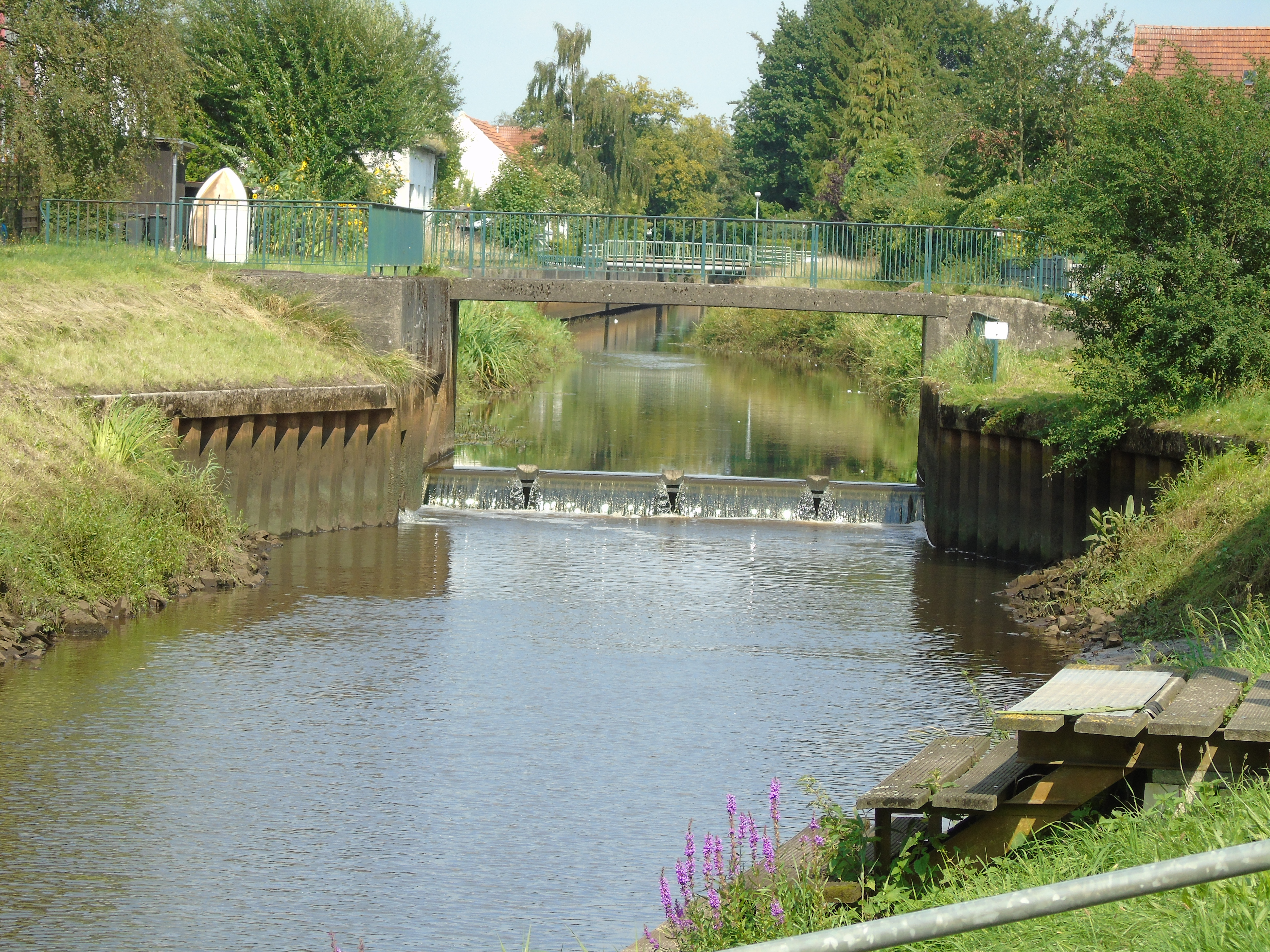
Bei Lilienthal
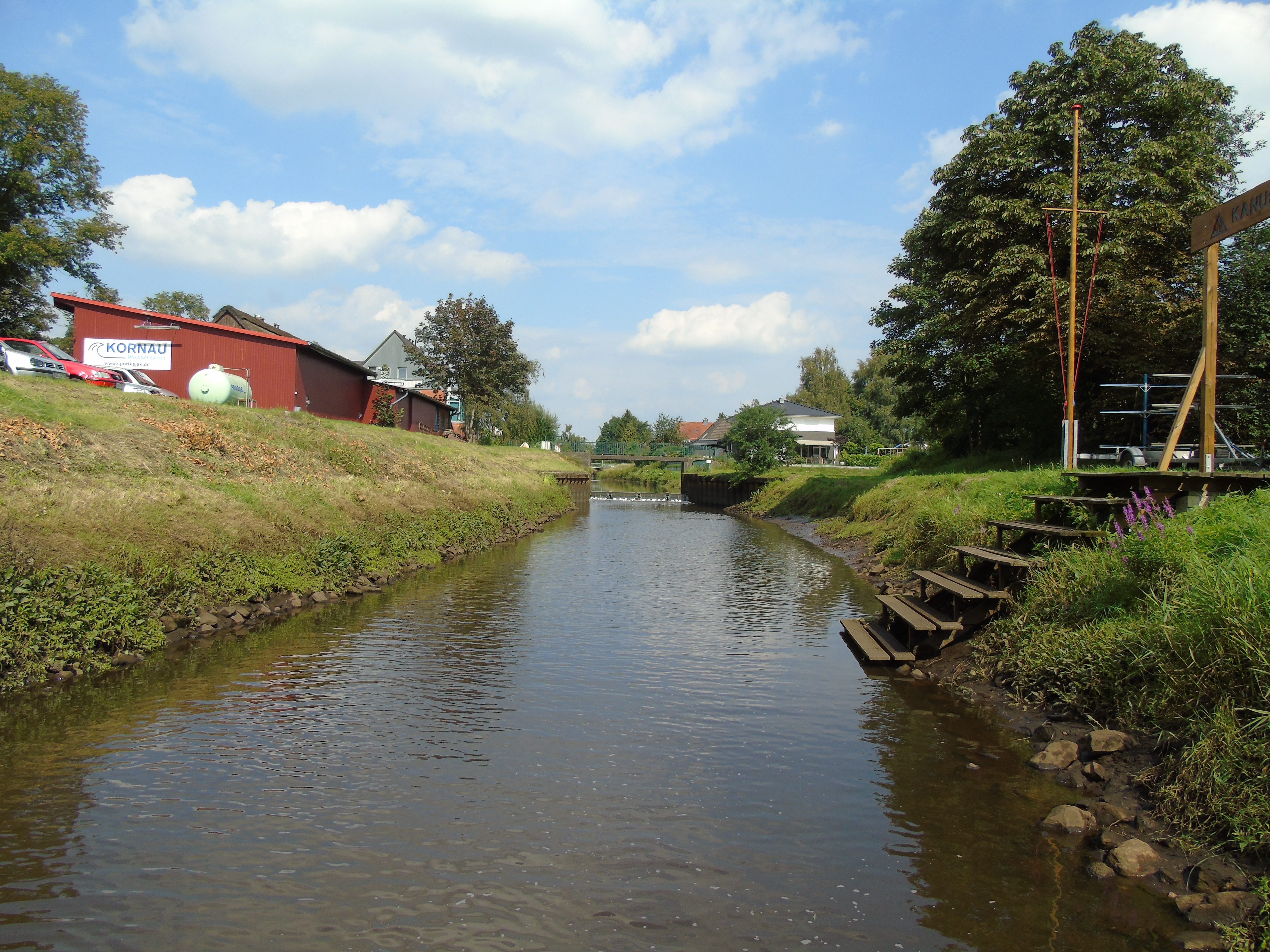
Bei Lilienthal
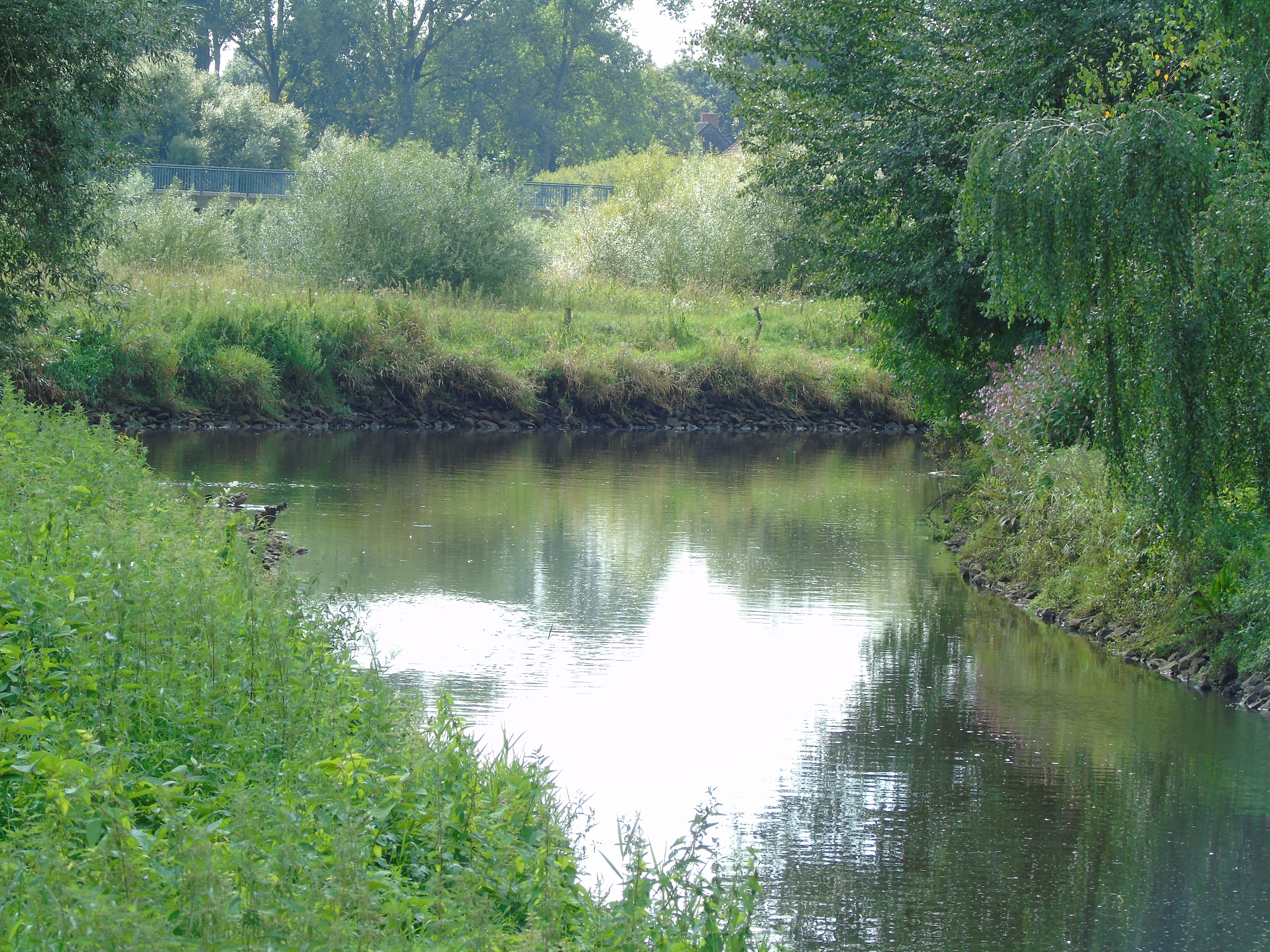
Die Mündung in Wümme bei Lilienthal